# Nikke Ström

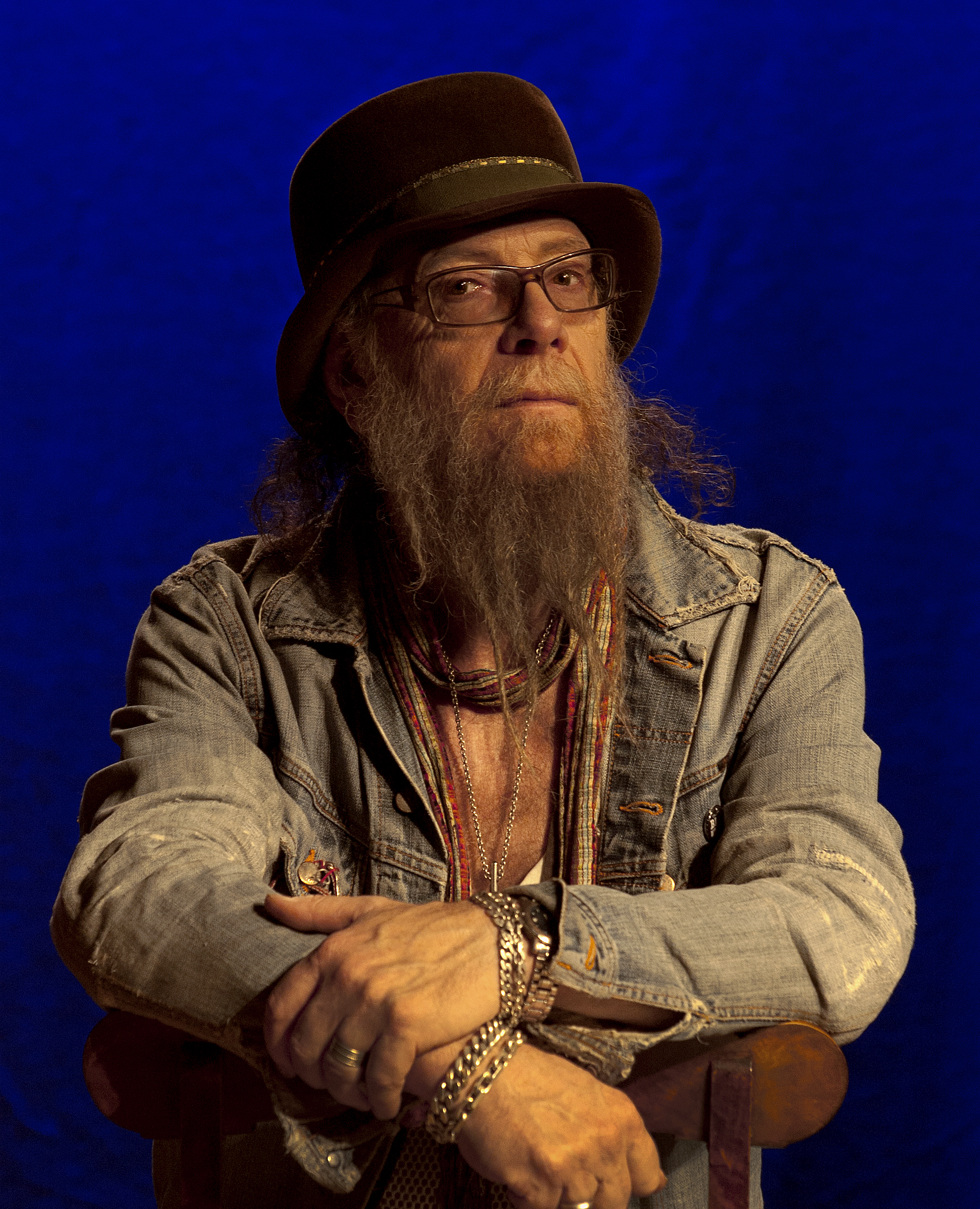
Nikke Ström, 2013.

Nils Åke "Nikke" Ström, född 8 juni 1951 i Jonsereds kyrkobokföringsdistrikt, Göteborgs och Bohus län, är en svensk musiker. Han var elbasist i proggbandet Nationalteatern.
Ström växte upp i Karlskoga. I mitten av sextiotalet var han här basist i popgruppen Cads.. Gruppen gav 1966 ut två singlar. År 1970 studerade han filosofi vid Stockholms universitet. År 1971 flyttade Ström till Göteborg, där han spelade i ett antal olika proggband, däribland Nynningen och Huntington Band.  Han var även medlem i Spjärnsvallet.
År 1976 anslöt sig Ström till Nationalteatern samt turnerade med Tältprojektet (1977) och Rockormen (1978). Därefter bildade han Nationalteaterns Rockorkester tillsammans med Ulf Dageby och Totta Näslund; bandets övriga medlemmar var ursprungligen Håkan Nyberg och Lars-Eric Brossner. Ström spelade under 1980-talet med bland annat Tottas BluesBand och Varmare Än Kôrv. Under några år var han också medlem i Peps BlodsBand.
Idag spelar Ström med Uran GBG, Alabamica, Bjurman Band, Kleerup, Kristofer Åström & Rainaways, Louise Hoffsten, Nationalteaterns Rockorkester, The Bob, The Leather Nun Re:Loaded, Ronander Blues, Debbies Wife, Flamman, Johan Jarlsmark, Love Supreme, Ny Regim, Kent Norberg, Jeff Taube, SNiBB, Easy October med flera.
Han har även synts på scen tillsammans med Babian och Stefan Sundström.

## Källhänvisningar
1. ↑  Sv. bef. 1990.
2. ↑  ”Orkesterkatalog 66-67. Från Karlskoga. "Popstan" i centrum.”. http://www.medimus.se/privat/orkkat-filer/orkkat.pdf. Läst 1 januari 2024.
3. ↑  Record R 45-2015 och Record R 2008
4. ↑  Carl Edlom (26 juni 2024). ”De inleder konsertsommaren på Nöjesfabrikens innergård i Karlstad: ”Slarvigt och skönt””. KT-Kuriren. https://www.kt-kuriren.se/2024/06/26/stefan-sundstrom-och-bandet-den-sista-jantan-med-fjodor-nikke-strom-och-ola-nystrom-inleder-konsert-0b452/. Läst 10 september 2024.